# Point Lowly
Point Lowly är en udde i Australien. Den ligger i kommunen Whyalla och delstaten South Australia, omkring 230 kilometer norr om delstatshuvudstaden Adelaide.
Trakten är glest befolkad.